# Aeroportul Municipal Spirit Lake
Aeroportul Municipal Spirit Lake (IATA: RTL, FAA LID: 0F3) este un aeroport din Iowa, Statele Unite ale Americii.
Situat la o altitudine de 437 m, aeroportul dispune de 1 pistă.

## Infrastructură

### Piste
Aeroportul dispune de o singură pistă. Pista 16/34 are suprafața de asfalt și dimensiunile 3.015 picioare × 50 picioare. 